# Molcsanovo (Tomszki terület)
Molcsanovo (oroszul: Молчаново) falu Oroszország Tomszki területén, Nyugat-Szibériában, a Molcsanovói járás székhelye.
Népessége: 5746 fő (a 2010. évi népszámláláskor).

## Elhelyezkedése
Tomszk területi székhelytől 200 km-re északnyugatra, az Ob bal partján helyezkedik el. A falutól északra ömlik az Obba nagy jobb parti mellékfolyója, a Csulim.